# Rolândia
Rolândia is een gemeente in de Braziliaanse deelstaat Paraná. De gemeente telt 56.352 inwoners (schatting 2009).
Rolândia werd gesticht door Duitse immigranten die de stad vernoemden naar de middeleeuwse held Roland, een symbool voor vrijheid in Duitsland.
In de Duitse stad Bremen is een bekend standbeeld van Roland te bezichtigen.

## Aangrenzende gemeenten
De gemeente grenst aan Arapongas, Cambé, Jaguapitã, Pitangueiras en Sabaudia.